# Limba arabă
Limba arabă (اللغة العربية al-luġatu al-‘arabiyya) este cea mai mare subramură, ca număr de vorbitori, aflată în uz, din cadrul familiei de limbi semitice. Clasificată ca semitică centrală, aceasta este înrudită îndeaproape cu akkadiana, ebraica, aramaica, siriaca, cananeana, feniciana, limbile etiopiene (gheeză, tigrină, tigri, amhară) etc. 
În momentul de față, araba este limba oficială în Algeria, Arabia Saudită, Bahrain, Comore (alături de alte limbi), Djibuti, Egipt, Emiratele Arabe Unite, Iordania, Irak, Kuweit, Liban, Libia, Maroc, Mauritania, Oman, Palestina, Qatar, Siria, Somalia (alături de somaleză), Sudan, Tunisia, Yemen. Pe lângă araba literară, oficială, peste tot, în comunitățile arabe, sunt folosite, în viața de zi cu zi, felurite dialecte arabe. În afara țărilor menționate, araba este folosită ca limbă de cult peste tot unde a însoțit islamul: în Asia Centrală, China de Vest, Turcia, Iranul, Afganistanul, India, Pakistanul, Bangladesh, Indonezia, Malaysia, Filipine, Africa Centrală și Orientală, în unele părți din Europa (cu precădere, Peninsula Balcanică) etc. În afara acestor zone care au o lungă și bogată tradiție islamică, în momentul de față, datorită emigrărilor, există comunități islamice (mai mult sau mai puțin stabile) peste tot în lume. Având în vedere răspândirea și importanța sa în lume, din 1974, araba a fost adoptată ca una dintre limbile de lucru ale Organizației Națiunilor Unite, iar în fiecare an, pe data de 18 decembrie, este sărbătorită Ziua limbii arabe.

## Istoric
Dacă lăsăm la o parte primele documente în arabă – circa 40 de nume proprii presărate în texte asiriene (sec. VIII-VII î.Hr.) și cele mai vechi inscripții (numite lihyanite și thamudeene) găsite în Nordul Peninsulei Arabe, notate într-o scriere derivată din alfabetul sudarabic, mai există o serie de inscripții precum:

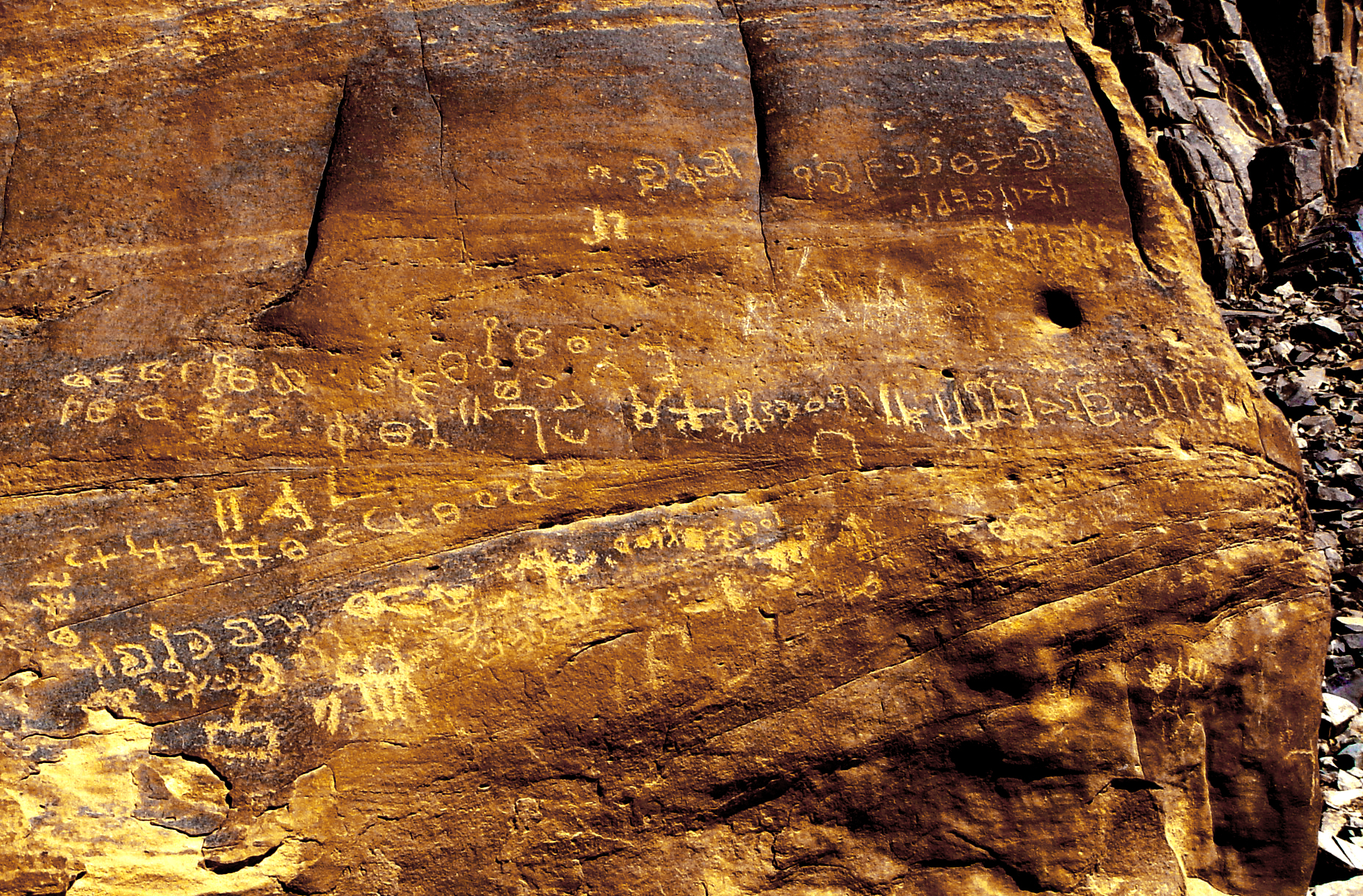
Inscripția de la Wadi Rum (Iordania)

- inscripția de la Ğabal Ramm, la est de al-‘Aqaba (în Iordania de astăzi, de la mijlocul secolului al IV-lea d.Hr.);[4]
- inscripția trilingvă (arabă/siriacă/greacă) de la Zabad, de lângă Alep (în Siria de astăzi, 512 d.Hr.);[5]
- inscripția de la Ğabal ’Usays, aflat la aproximativ 100 km de Damasc (528 d.Hr.);[6]
- inscripția de la Harran (586 d.Hr.).[7]

In secolul al IV-lea, deja apăruseră în centrul peninsulei regatele arabe ale Lahmizilor în sudul Irakului de astăzi, regatul Ġassanid în sudul Siriei și regatul Kindit. Curților acestor regate li se datorează unele exemple notabile de poezie preislamică, precum și puținele inscripții arabe preislamice care s-au păstrat în alfabet arab, alfabet apărut cu mare probabilitate în regiunea Petra (azi în Iordania) în secolul al V-lea.

## Araba clasică și araba literară modernă standard (AMS)
Termenul de „arabă” se poate referi atât la araba clasică, la araba literară modernă literară, cât și la numeroasele varietăți locale de arabă cunoscute în mod curent ca arabă colocvială (‘āmiyya sau dāriğa), ceea ce poate da naștere la confuzii.

### Araba clasică
Asemenea tuturor limbilor, araba continuă să evolueze și astfel putem distinge araba clasică (în special din perioada preislamică și până în epoca abbasidă, incluzând araba coranică), de araba modernă standard care este folosită în zilele noastre.
Araba clasică este considerată normativă, iar autorii moderni încearcă (și reușesc într-o oarecare măsură) să urmeze normele gramaticale ale căror baze au fost puse de către gramaticii clasici (cum ar fi Sibawayhi) și să folosească vocabularul cuprins în dicționarele clasice (ca de exemplu Lisān al-‘arab a lui Ibn Manzūr).

### Araba literară sau araba modernă standard
Araba literară (اللغة العربية الفصحى al-luġatu al-‘arabiyyatu al-fuSHā – „limba arabă cea mai elocventă [dintre limbi]”), se referă atât la limba literară standard folosită ca limbă oficială în statele arabe din Orientul Mijlociu și Africa de Nord, cât și la limba arabă clasică, limba marilor opere ale culturii arabe din secolele VII-XII. Limba literară standard, în forme ei simplificată, este folosită în mass media, în învățământ, în discursuri, în tot ceea ce se scrie: cărți, ziare, reviste, toată gama de documente, de înscrisuri). Araba literară este singura limbă oficială în toate statele arabe și singura formă de arabă predată în instituțiile de învățământ la orice nivel. Trebuie remarcat că araba literară și formele dialectale sunt cu greu reciproc inteligibile și de aceea sunt considerate de unii specialiști ca fiind limbi diferite. Limba arabă literară nu se folosește în comunicarea cotidiană. Asemenea tuturor limbilor, araba continuă să evolueze și astfel putem distinge araba clasică (în special din perioada preislamică și până în epoca abbasidă, incluzând araba coranică), de araba modernă standard care este folosită în zilele noastre.
Spre deosebire de araba clasică, araba modernă standard, trebuind să se supună exigențelor modernității a introdus noi termeni, de neînțeles pentru un autor clasic, atât împrumutați din alte limbi (سجارة sigāra „țigară”; بلون ::ballūn „balon”), cât și creați pe baza resurselor lexicale existente (ex: هاتف hātif „telefon” – etimologic: „cel care cheamă”; قطار qiTār „tren” – etimologic: „șir de cămile”, „caravană”).
De asemenea, araba modernă standard a fost influențată din punct de vedere structural de modelul limbilor străine sau al dialectelor colocviale: de exemplu, textele scrise în AMS folosesc uneori exprimarea „A, B, C și D” când este vorba de enumerări, pe când în araba clasică este de preferat „A și B și C și D”, iar propozițiile nominale sunt mai numeroase în AMS decât în araba clasică. Din aceste motive, AMS este tratată separat în sursele non-arabe.

### Fenomenul de diglosie
Situația socio-lingvistică a arabei din epoca modernă reprezintă un exemplu ilustrativ al fenomenului lingvistic de diglosie – folosirea, în mod curent, a doua varietăți distincte ale aceleiași limbi, de obicei în situații sociale diferite. Termenul de diglosie a fost folosit pentru prima dată de către lingvistul francez William Marçais, în 1930. în lucrarea sa Diglossie arabe.
Charles A. Ferguson, în anul 1959, a caracterizat fenomenul de diglosie prin existența a două varietăți ale aceleiași limbi, aflate în uz. O variantă superioară folosită în cultură, literatură, discursuri, la universitate etc., varietate ce se bucură de un înalt prestigiu social, cu o literatură recunoscută și admirată, într-o formă standardizată ce se poate învața doar la școală, și o varietate inferioară, într-o formă exclusiv orală, învățată în mod natural, în familie, și care este folosită în conversațiile zilnice. În cazul arabei, se poate presupune că arabii cu studii au capacitatea de a vorbi (mai mult sau mai puțin) atât dialectul lor local, cât și araba literară învățată la școală. Această situație de diglosie facilitează fenomenul de schimbare de cod (code-switching) prin care un vorbitor oscilează între cele două varietăți fără să își dea seama, câteodată chiar în cadrul aceleași propoziții. În cazul în care arabi cu studii superioare din zone diferite se angajează într-un dialog și ajung la concluzia ca dialectele lor nu sunt reciproc inteligibile (de exemplu, un marocan și un irakian), ar trebui ca amândoi să poată trece la araba literară pentru a putea comunica fără probleme.
Pentru domeniile în care sunt folosite cele două varietăți, araba dialectală și araba literară, deosebit de ilustrativă este explicația oferită de cercătoarea algeriană Aziza Boucherit care consideră că araba dialectală este folosită „pentru a exprima emoțiile, pasiunile, visurile, pentru a murmura cântece de leagăn, pentru a recita poeme, pentru a spune basme copiilor, pentru a glumi, a râde, a plânge. Într-un cuvânt, pentru a trăi”. Iar pe de altă parte, există cealaltă arabă, cea literară, în care se spun lucruri oficiale, se scrie literatură, se face știință.
În lumea arabă populația vorbește araba colocvială sau dialectală, iar elitele școlite cunosc, mai mult sau mai puțin, pe lângă aceasta, și araba literară (mai exact forma ei simplificată, numită uneori "araba clasică din presă", în contrast cu cea amplă, care, numită adesea - deși inexact d.p.d.v. istoric - "coranică", care e cunoscută doar de specialiști), cât să asigure înțelegerea, fie ea și aproximativă a unor texte scrise; în ceea ce privește fondul creației literare clasice, acesta rămâne, din cauza vocabularului imens, practic inaccesibil majorității covârșitoare a populației arabe. Acesta este unul dintre motivele pentru care "World Almanach and Book of Facts" nu mai consideră azi araba clasică drept o limbă vie, adică un mijloc de comunicare cotidiană între indivizi, clasând-o alături de siriacă, latină și greaca veche, în bibliotecile lingviștilor și istoricilor literaturii.
Explicația apariției diglosiei
Diglosia se explică, ca și în cazul altor limbi cum ar fi greaca sau germana, prin promovarea unei forme închistate ca limbă oficială, formă care nu acceptă modificări, în timp ce limba cotidiană s-a modificat și continuă să se modifice atât datorită unei evoluții interne, firești, cât și datorită influențelor străine. Originea diglosiei arabe nu se reduce totuși, cauzal vorbind, doar la "închistarea unei limbi oficiale"; istoric vorbind, ea e multiplă, autorii admițând o diglosie de facto generată de acel koiné militaro-urban in perioada cuceririlor postislamice din care au derivat dialectele contemporane, dar și o diglosie de facto datorată unui koiné poetic vis à vis de dialectele care existau chiar în perioada preislamică, deci înaintea unei standardizări operate și posibil de impus doar ulterior. Araba coranică, se află în opinia lingviștilor, la jumătate de drum între acest "koiné poetic" și dialectul higiazian. Observăm deci importanța poeziei în apariție timpurie a diglosiei.
Abundența lexicală și sinonimia
Diglosia limbii arabe se datorează, în opinia unor cercetători, vocabularului imens și morfologiei complexe a arabei clasice. Vocabularul foarte voluminos își are originea, în opinia acelorași cercetători, în creația poetică din perioada preislamică: arabii epocii preislamice au manifestat un puternic gust pentru expresia poetică, aceștia percepând poezia ca având o forță de atracție aproape mistică; poeții erau considerați la curtea diverselor mici regate arabe ca fiind oaspeți de seamă, și chiar mai mulți dintre prinții arabi erau la rândul lor cunoscuți poeți, așa cum a fost cazul de exemplu cu Imru' al-Qais; în perioada preislamică, în fiecare an erau organizate în orașe precum Ocaz (aproape de Mecca), cu ocazia târgurilor de mărfuri, concursuri de poezie ce erau adevărate "turniruri" ale expresiei orale. Poezioarele câștigătoare aveau onoarea să fie scrise cu litere aurii pe țesături negre, care erau apoi atârnate de Kaaba, sanctuar și loc de pelerinaj atât în perioada preislamică cât și după apariția și impunerea islamului. Acest interes deosebit pentru poezie i-a stimulat pe poeți să caute noi și noi rime, creând astfel multiple sinonime, fapt care a gonflat enorm lexicul; în afară de nevoia de versificare, ce îi stimula pe poeți să creeze noi termeni era și nevoia de originalitate stilistică. Astfel s-a ajuns ca araba clasică "coranică" (numită astfel pentru a o diferenția de varianta ei "ușurată", folosită în presă, școală și guvern) este limba care deține recordul mondial în materie de fond lexical, având în jur de 2 milioane de cuvinte, în condițiile în care o limbă modernă, a unei culturi importante la nivel global precum este engleza sau franceza, de abia ating 300 de mii de cuvinte.
Ca exemplu de gonflare lexicală prin sinonimie în limba arabă poate fi dat faptul că noțiunea desemnată în română de cuvântul "leu" în araba clasică poate fi indicată prin utilizarea a 400 sau chiar 600 (funcție de cine le-a numărat) de sinonime. Alte exemple de echivalențe semantice: "apă" se poate spune prin 170 de sinonime, "girafă" prin 255 de sinonime, "ploaie" prin 64 de sinonime, "soare" prin 29 de sinonime.
Derivarea radicală
Umflarea lexicului prin sinonomie nu este singurul fenomen considera de unii autori a fi responsabil de perpetuarea diglosiei: acestui fenomen i se adaugă o specificitate general semitică, anume "derivarea radicală": obținerea unei familii de cuvinte dintr-o rădăcină de 3 consoane. Importanța acestui principiu este atât de mare în limbile semitice încât dicționarele sunt ordonate în funcție de rădăcini ("radicali"), și nu alfabetic, așa cum se întâmplă în alte limbi; de aici apare handicapul de a trebui să cunoști rădăcinile și semnificațiile lor generale, pentru a putea să afli, căutând în dicționar, sensul exact al unui termen, adică semnificația precisă a unuia sau altuia dintre membrii familiei generate de o rădăcină.
Polisemia și ambiguitatea textului nevocalizat
Fenomenului derivării radicale i se adaugă, ca o dificultate importantă a arabei clasice potențial responsabilă de diglosie în opinia unor autori, și faptul că sintaxa depinde mai mult de vocalizarea unei cuvânt decât de poziția acestuia în propoziție. Astfel, o aceeași înșiruire de cuvinte, în funcție de vocalizare, poate avea două semnificații opuse: "daraba al-șaeb(a) al-rajiul(a)" poate însemna fie "tânărul l-a lovit pe bărbat", fie "bărbatul l-a lovit pe tânăr". Un alt exemplu: ukila al-hirr "motanul a fost mâncat", sau akala al-hirr "motanul a mâncat". Acest fenomen al derivării sensului exact prin vocalizare conduce la o polisemie a cărei efecte sunt considerate de unii autori parte din dificultatea generală care e responsabilă de diglosie.
Numărul dual (două entități de același fel) mărturisește aceeași redundanță exagerată: singular, dual și plural: kalbun (un câine), kalbāni (doi câini), kilābun (câini).
Rezumând, constatăm că dificultățile gramaticale fac ca araba să fie afectată și azi de vechi probleme, și aceasta în primul rând datorită faptului că la un moment dat în istoria ei, a avut neșansa de a fi declarată "limba sacră", și astfel împietrită și anchilozată pentru totdeauna într-o formă care n-a răspuns niciodată (n-a existat un moment istoric în care marea masă a populației s-o stăpânească) și nu răspunde nici azi scopului pentru care limbile există, anume pentru comunicare. Astfel, în mod tragic, "limba sacră" a islamului este cunoscută de doar 215 milioane de oameni dintr-un miliard și mai bine de credincioși! Adică aproximativ 15 la sută dintre ei, și asta că ne referim la acea formă simplificată a ei, căci altfel acest procent pică la sub 1 procent din acest miliard și ceva. Ideea de limbă sacră este veche, ea nu reprezintă însă o inovație a arabilor, istoria arată că înaintea lor și egiptenii au considerat că au o limbă sacră, așa cum și sumerienii credeau și ei că zeii lor le-au dăruit limba pentru a putea să se înțeleagă între ei.

## Influența arabei asupra altor limbi
Araba a împrumutat multe cuvinte altor limbi ale lumii islamice, având un rol comparabil cu cel al latinei pentru limbile europene. În Evul Mediu, araba a funcționat de asemenea ca un vehicul major pentru cultură, în special științe, matematică și filozofie, având drept rezultat faptul ca multe limbi europene au împrumutat, de asemenea, numeroase cuvinte arabe. Araba a fost și, într-o oarecare măsură, mai este încă o sursă majoră de vocabular pentru diverse limbi: berberă, kurdă, persană, swahili, urdu, hindi (în special varianta vorbită), bengali, turcă, tătară, malaeză, indoneziană etc. De pildă, cuvântul arab pentru carte, kitāb, este folosit în toate limbile amintite mai sus cu excepția limbilor malaeză și indoneziană (unde este specializat cu sensul de carte religioasă). 
Dintre limbile europene, spaniola și portugheza au cel mai mare număr de cuvinte împrumutate din arabă.
Termenii împrumutați variază de la terminologie religioasă (cum ar fi cuvântul berber tazallit „rugăciune” < Salāt), termeni academici (ca de exemplu mantiq în tătară – „logică”), termeni economici (ca englezescul sugar – zahăr < sukkar) până la conjuncții folosite curent (cuvântul urdu pentru „dar” – lekin).
Majoritatea varietăților berbere (ca de exemplu kabyle), împreună cu swahili, au împrumutat unele numerale din arabă.
Majoritatea termenilor religioși folosiți de musulmanii din întreaga lume sunt împrumuturi directe din arabă, cum ar fi ğannat „rai”, ğahannam „iad”, dīn „religie”, zakāt „danie”, imām „imam” etc.
În limbile care nu s-au aflat în contact direct cu limba arabă, împrumuturile de lexic arab au fost făcute prin intermediul altor limbii; de exemplu, majoritatea cuvintelor de origine arabă din urdu au intrat prin persană, multe cuvinte arabe din limba tătară au fost împrumutate din limba turcă etc.

## Influența arabei asupra limbii române
Și în limba română, ca, de altfel, în toate limbile vorbite în Europa, au pătruns cuvinte de origine arabă. Împrumuturile din arabă în română s-au produs, în general, pe două căi:
- una livrescă, prin intermediul unor limbi occidentale precum franceza, spaniola, italiana. În general, termenii împrumutați pe această cale aparțin diverselor științe: alchimie și chimie (derivați dintr-un termen arab (kimiya) care este la rândul lui împrumutat din greaca veche (chymia, care însemna topirea metalelor); vezi pentru asta Histoire de la Médecine de l`Antiquité au XXe siècle, Roger Dachez, Tallandier 2008, p. 251), algebră, arsenal, alcool, alcalin, azimut, cifră, elixir, logaritm;
- alta orală, difuză, ca în toate limbile balcanice, prin intermediul limbii turce, mare vehiculatoare de cuvinte arabe. Nu de puține ori, unele din aceste cuvinte capătă o conotație peiorativă. Exemple: amanet, băcan, catifea, chef, fitil, habar, hambar (anbar), hal, mușteriu, maidan, dugheană, șerbet, hain, cherem, mahala.

## Influența altor limbi asupra arabei
Numeroase împrumuturi datează din perioada preislamică (înainte de secolul al VII-ea), împrumuturi din limbi semitice, ca și araba, precum aramaica, ebraica, sud-arabica, etiopiana (geez), precum și din limbi nesemitice precum persana și greaca, limbi purtătoare ale unor civilizații superioare celei arabe de atunci. Împrumuturile din limbile semitice-surori sunt destul de dificil de decelat, având în vedere marea asemănare dintre ele. Această asemănarea poate fi pusă în evidență prin cuvântul câine, de exemplu:
- akkadiană: kalbu
- ebraică: kelev
- aramaică: kalbä
- etiopiană (geez):kalb
- arabă clasică: kalb

În ceea ce privește lexicul coranic, acesta are în jur de o sută de cuvinte împrumutate din limbile menționate mai sus, la care se adaugă copta, latina și vechi idiomuri turcice. Iată câteva exemple: rahmān (milos, milostiv), împrumutat din ebraică, ce reprezintă unul dintre cele 99 de nume cunoscute ale lui Dumnezeu (toate surele coranice mai puțin a IX-a încep cu o invocație ce cuprinde și acest cuvânt); nabī (profet), împrumutat din ebraică; salāt (rugăciune, rugăciunea de tip islamic), împrumutat din aramaică; sirāt (cale, calea cea dreaptă amintită chiar în prima sură din Coran, al-Fātiha), care a intrat în aramaică din greacă unde fusese împrumutat din latină, strata; firdaws (paradis, rai) și ibrīq (ibric), împrumutate din persană etc.
În perioada califatului abbasid, când au fost traduse numeroase cărți din culturile greacă, persană, indiană și siriacă, numeroase cuvinte au fost împrumutate din aceste limbi, de exemplu: ğizya (impozit funciar impus de califatul islamic) și bī'a (biserică, loc de adunare), împrumutate din siriacă; faylasūf (filosof), qistās (balanță), qāmūs (dicționar), kīmyā' (chimie, alchimie), qalam (condei, creion), dirham (drahmă), almanac (climă), din almenichiakon (calendar), alambic (distilator), din ambiks (cupă), împrumutate din greacă etc.
- Cuvintele străine împrumutate de arabă în perioadele modernă și contemporană aparțin unor domenii felurite și sunt, în general, din franceză, engleză, italiană:
a)	politică, social, diplomație: barlamān ← fr. „parlament” (parlament); kādir ← fr. „cadre” (cadru, personal); aristuqrātiyya ← fr. „aristocratie” (aristocrație); qunsul ← „consul” (consul) etc.
b)	literatură și artă: sīnāriyō ← it. „scenario” (scenariu); kūrūs ← engl. „chorus” (cor) etc.
c)	nume de științe: ğiyūlūğiyya ← fr. „géologie”, it. „geologia” (geologie); bātūlūğiyya ← engl. „pathology” (patologie) etc.
d)	comerț și navigație: bank ← fr. „banque” (bancă); fātūra ← it. „fattura” (factura); yaht ← engl. „yacht” etc.
Dacă la singular substantivele împrumutate sunt ușor de recunoscut, atunci când intră pe schema de plural intern nu li se mai poate identifica ușor originea: fātūra (factură), pl. fawātīr.

## Araba șiislamul
Coranul este exprimat în limba arabă și, în mod tradițional, musulmanii consideră limba arabă coranică ca fiind perfectă ca și Coranul însuși. De aceea ei susțin că este imposibil de tradus într-o așa manieră încât să i se redea sensul exact. Până de curând, unele școli de gândire islamică considerau că nu ar trebui să fie tradus deloc. Totuși, însuși profetul Muhammad a îndemnat la traducerea Coranului pentru răspândirea învățăturilor sale la popoarele vorbitoare de alte limbi. În acest sens, însoțitorul său persan Salmān Pāk (Salman cel Pur) a tradus Al-Fātiha ("Deschizătoarea", prima sură din Coran) în limba persană (A. Fawzi, Hayāt Muhammad "Viața lui Muhammad", Baġdād, 1983: 65)
Deși limba arabă este în general asociată cu islamul (fiind limba de cult), trebuie si subliniat că ea este vorbită, de asemenea, de către arabii creștini, evreii mizrahi, și de către comunități religioase mai mici cum ar fi ceea a mandeenilor irakieni.
Majoritatea musulmanilor din lume nu vorbesc araba, dar cunosc o serie de expresii fixe, cum ar fi cele folosite în rugăciunea islamică, fără să le înțeleagă neapărat sensul. Totuși, învățarea arabei reprezintă o parte importantă din aria curriculară a oricărei persoane care dorește să se specializeze în științele religioase islamice.

## Sistemul de scriere

### Istoric

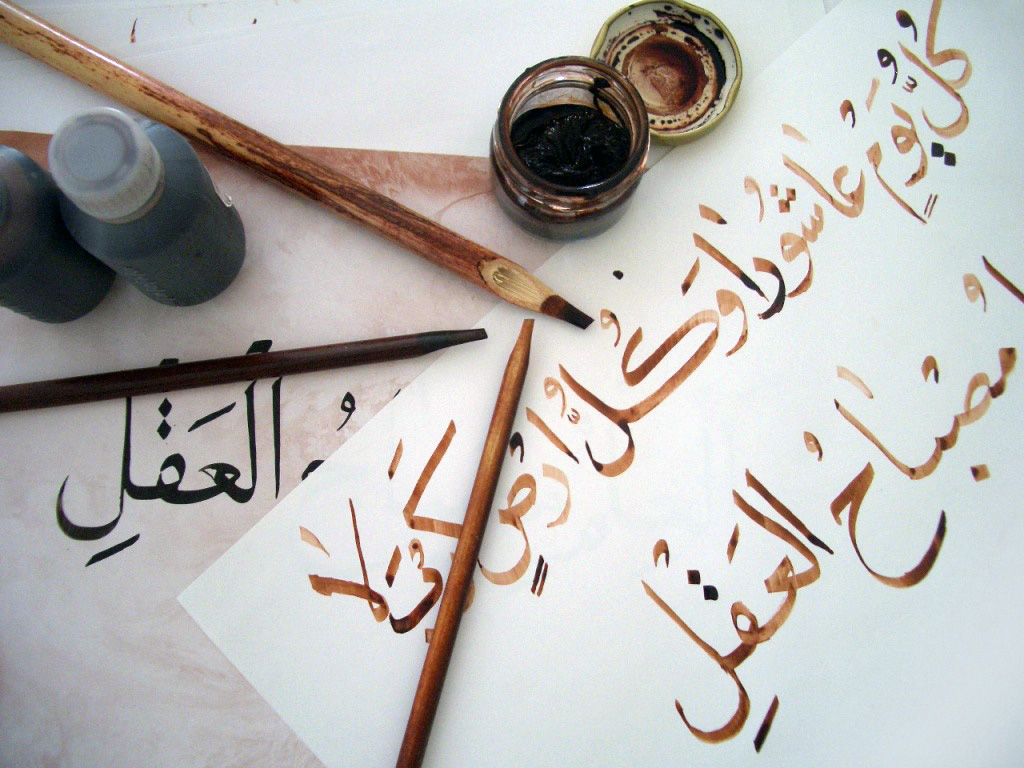
Mostră de caligrafie arabă

Alfabetul arab este derivat dintr-o formă cursivă a alfabetului nabatean, derivat la rândul său din cel aramaic (din care, prin intermediar fenician, s-au dezvoltat, printre altele, și alfabetele grec, latin, chirilic). Acest alfabet, folosit în secolele al IV-lea - al V-lea d.Hr. de către triburile arabe de la Hirah și ’Anbar, a pătruns în Hiğaz, inclusiv la tribul Qurayš – tribul profetului Muhammad – unde a fost introdus de către Harb bin ’Umayyah.
Alfabetul arab s-a dezvoltat, cu precădere, începând cu secolul al VII-lea, odată cu fixarea în scris a textului sacru al religiei islamice, Coran,kipcakari athama al hai dik
Într-o primă fază, textul Coranului a fost notat într-un ductus consonantic, defectiv, în care același semn grafic reprezenta mai multe consoane, iar vocalele scurte nu erau marcate. De exemplu, sunetelor b, t, t, n, y le corespundea grafic un singur semn, ceea ce îngreuna lectura și chiar înțelegerea textului. 
De aceea, ’Abu-l-’Aswad ad-Du‘ali (m. 688) a introdus un sistem constituit din puncte colorate, prin care se indicau vocalele scurte. Către anul 700, califul ’umayyad ‘Abdu-l-Malik, sub influența guvernatorului al-Hallağ bin Yūsuf poruncește să fie făcută diferențierea consoanelor în scris.
Al-Halil bin ’Ahmad al-Farahidi (m. 786) a înlocuit sistemul de notare a vocalelor scurte folosit de ’Abu-l-’Aswad ad-Du‘ali printr-un alt sistem ce cuprinde șase semne:
- trei pentru vocalele scurte:

| fatha (a) |
| damma (u) |
| kasra (i) |
| --------- |

- unul pentru a indica absența vocalei după o consoană (sukūn);
- unul pentru indicarea unei consoane duble (šadda');
- unul pentru indicarea prelungirii vocalei "a" (madda).

### Prezentare generală
Acest sistem, care s-a impus în mod exclusiv din secolul al XI-lea, este folosit și astăzi.
Cu timpul, alfabetul arab a atins un înalt nivel de sofisticare, el variind de la forma rigidă, unghiulară, a stilului kufic până la numeroasele stiluri cursive: naskh, thuluth, muhaqqaq, nasta‘liq, și ruq‘a. În general, în momentul de față, stilul naskh ar.: نسخ), fiind foarte ușor de citit, se folosește în textele tipărite, iar stilul ruq‘a (ar.: رقعة) pentru scrierea de mână.
Scrierea în alfabetul arab se face de la dreapta la stânga, așadar, invers față de direcția scrierii în alfabetul latin. Invers, dar nu și anormal, căci, dacă veți încerca să faceți orice activitate cu mâna. mișcarea naturală, instinctivă, va fi, de regulă, de la dreapta la stânga. Așadar, am putea spune că direcția scrierii arabe ține de firesc.
Alfabetul arab are douăzeci și nouă de litere (inclusiv semnul suplimentar hamza, „pinten”, care notează consoana oclusivă, glotală, sonoră cunoscută sub numele de stop glotal) care notează consoanele și vocalele lungi. Comparativ cu alfabetul latin, alfabetul arab nu cunoaște litere mari (majuscule) sau mici (minuscule). De asemenea, nu există litere specific de tipar ori specific de mână, ci doar stiluri de scriere diferite așa cum am arătat mai sus. În schimb, deoarece literele se leagă între ele, în cea mai mare parte a situațiilor, au forme diferite în funcție de relația lor cu celelalte litere din cuvânt.
Pentru vocalele scurte se folosesc semne puse deasupra sau dedesubtul consoanelor (numai în cărțile destinate învățării limbii arabe, precum și în cărțile sfinte, Coran și Biblie, pentru a evita erorile de citire); în textele obișnuite, vocalele scurte nu apar decât pentru a evita confuzii între cuvinte care au același schelet consonantic, dar se diferențiază prin vocale. Pe lângă aceste semne suplimentare, pentru vocalele scurte, mai există o serie de semne cum ar fi:
- šadda, semnul dublării unei consoane;
- sukūn, semnul care indică lipsa vocalei după o consoană.

Alfabetul arab, cu unele adaptări, se folosește, fie în exclusivitate, fie în paralel cu alte alfabete, și pentru notarea altor limbi din Asia, precum persana (farsi), kurda, pashto, urdu, malaeza, și a unor limbi din Africa, precum swahili, hausa, berbera etc. Printre alte limbi care au folosit alfabetul arab, amintim aici turca-osmană, până în 1928, azera, până în 1924 ș.a.

### Caligrafia
Caligrafia arabă nu s-a demodat așa cum s-a întâmplat cu caligrafia în Europa, ci este încă socotită de către arabi ca fiind o formă majoră de artă; caligrafii sunt foarte respectați în societatea arabă. Fiind cursivă, spre deosebire de scrierea latină, scrierea arabă este folosită pentru a transcrie versete din Coran, hadith-uri, sau pur și simplu proverbe într-o formă artistică. Compoziția este de multe ori abstractă, dar câteodată scrisului i se dă o forma concretă, cum ar fi cea a unei plante, a unui animal, a unei corăbii.

### Transliterare
Există diferite metode pentru transliterarea cuvintelor arabe prin care acestea sunt redate în mod exact și eficient în alfabet latin. Metodele de o mare acuratețe permit cititorului să recreeze cuvântul exact folosind alfabetul arab. Totuși, aceste sisteme se bazează pe semne diacritice uneori, destul de complicate, de elaborate. Alte sisteme mai puțin exacte folosesc deseori câte două caractere (ca de exemplu sh și kh), care sunt mai ușor de citit, dar sacrifică minuțiozitatea sistemelor științifice. În unele cazuri, sunetele reprezentate prin sh sau kh pot apărea scrise cursiv sau subliniate – în acest fel, pot fi deosebite de sunetele s,h și k,h când apar separat.
In ultimele decenii, în mod special în anii ’90, au apărut tehnologii de comunicare de proveniență occidentală, care s-au răspândit în lumea arabă, cum ar fi calculatoarele, Internetul, e-mailul, IRC-ul, mesajele instant sau sms-urile. La început, majoritatea acestor tehnologii nu puteau folosi decât alfabetul latin, iar unele încă nu oferă araba ca opțiune. Ca rezultat, vorbitorii de limbă arabă comunică cu ajutorul acestor tehnologii transliterând textul arab în caractere latine, sistem cunoscut ca IM Arabic.
Pentru a utiliza acele litere arabe care nu pot fi reprezentate în mod exact folosind scrierea latină, sunt folosite cifre și alte caractere. De exemplu, cifra „3” poate fi folosită pentru reprezentarea literei arabe „ع”, ‘ayn. Nu există o denumire pentru acest tip de transliterare, dar unii îl numesc "alfabetul arab de chat". Există și alte sisteme de transliterare, ca de exemplu folosirea punctelor sau majusculelor pentru reprezentarea echivalentelor emfatice ale anumitor consoane. De exemplu, prin această practică, litera „د”, sau dal, poate fi transcrisa prin d, iar echivalentul său emfatic, „ض”, poate fi transcris prin majuscula /D/ sau prin minuscula /ḍ/ cu un punct sub ea.
| Litera arabă | Transliterare                      | Descrierea sunetului                                       |
| ------------ | ---------------------------------- | ---------------------------------------------------------- |
| ء            | ’                                  | consoană oclusivă, glotală, sonoră                         |
| ا            | ā                                  | vocală lungă, medială, deschisă                            |
| ب            | b                                  | consoană oclusivă, labială, sonoră                         |
| ت            | t                                  | consoană oclusivă, alveolară, surdă                        |
| ث            | th                                 | consoană fricativă, interdentală, surdă                    |
| ج            | ğ                                  | consoană africată, prepalatală, sonoră                     |
| ح            | H                                  | consoană spirantă, faringală, surdă                        |
| خ            | kh                                 | consoană spirantă, velară, surdă                           |
| د            | d                                  | consoană oclusivă, alveolară, sonoră                       |
| ذ            | đ                                  | consoană fricativă, interdentală, sonoră                   |
| ر            | r                                  | consoană vibrantă, apicală, alveolară, sonoră              |
| ز            | z                                  | consoană siflantă, dentală, sonoră                         |
| س            | s                                  | consoană siflantă, dentală, surdă                          |
| ش            | š                                  | consoană șuierătoare, prepalatală, surdă                   |
| ص            | S                                  | consoană siflantă, dentală, surdă, velarizată              |
| ض            | D                                  | consoană oclusivă, alveolară, laterală, sonoră, velarizată |
| ط            | T                                  | consoană oclusivă, alveolară, surdă, velarizată            |
| ظ            | Z                                  | consoană fricativă, interdentală, sonoră, velarizată       |
| ع            | ‘                                  | consoană fricativă, faringală, sonoră                      |
| غ            | ġ                                  | consoană spirantă, velară, sonoră                          |
| ف            | f                                  | consoană fricativă, labială, surdă                         |
| ق            | q                                  | consoană oclusivă, postpalatală, surdă                     |
| ك            | k                                  | consoană oclusivă, prepalatală, surdă                      |
| ل            | l                                  | consoană fricativă, laterală, sonoră                       |
| م            | m                                  | consoană oclusivă, labială, sonoră, nazală                 |
| ن            | n                                  | consoană oclusivă, alveolară, sonoră, nazală               |
| ه            | h                                  | consoană spirantă, laringală, surdă                        |
| و            | w                                  | consoană constrictivă bilabio-velară, sonoră               |
| ū            | vocală lungă, posterioară, închisă |                                                            |
| ي            | y                                  | consoană constrictivă, medio-palatală, sonoră              |
| ī            | vocală lungă, anterioară, închisă  |                                                            |

## Structura silabei
Limba arabă are două tipuri de silabe:
- silabe deschise: (consoană-vocală scurtă:qa-lam "creion") și (consoană-vocală lungă: mā-ra-sa "a practica");
- silabe închise: (consoană-vocală scurtă-consoană: šub-bāk "fereastră"); (consoană-vocală lungă-consoană: ša-rīk "partener") și (consoană-vocală-consoană-consoană: dars "lecție").

Orice silabă începe cu o consoană – sau o consoană este preluată de la un cuvânt anterior prin elidare – în special în cazul articolului hotărât, al (folosit atunci când se începe o propozitie) sau -l (atunci când urmează unui alt cuvânt). De exemplu: maktabu-l-mutarğim „biroul traducătorului” devine mak-ta-bul-mu-tar-ğim când este rostit pe silabe, luat separat, „traducătorul” se pronunță al-mutarğim.

## Gramatica
Din punct de vedere tipologic, limba arabă literară este o limbă flexionară, sintetică, ceea ce înseamnă că are o gramatică extrem de bogată, cu multe reguli (în arabă, termenul pentru "gramatică" este chiar al-qawā'id „regulile")și cu multe excepții de la acestea. Ceea ce se prezintă în continuare nu este decât o mică parte a acestei gramatici, aleasă în așa fel încât cititorul să-și poate face o idee generală.

### Rădăcina
La fel ca în multe alte limbi semitice, structura verbală arabă se bazează, de obicei, pe o rădăcină triconsonantică, care nu este prin natura sa un cuvânt, dar conține sensul semantic. Consoanele š-r-b, de exemplu, arată rădăcina care înglobează sensul larg de „a bea”, s-r-q, „a fura”, ‘-k-l, „a mânca” etc.
Cuvintele se formează prin atașarea la rădăcina triconsonantică (sau, rareori, cvadriconsonantică) a unei structuri vocalice și a unor afixe (prefixe, sufixe, infixe). În mod tradițional, gramaticienii arabi au folosit rădăcina f-‘-l, „a face”, ca prototip pentru formarea cuvintelor. De la oricare rădăcină triconsonantică, se pot forma până la zece forme (în araba clasică cincisprezece), fiecare cu prototipul său particular. Aceste forme, alături de participii și nume verbale, sunt principalele mijloace de formare a vocabularului în limba arabă.

### Verbul
Verbele în limba arabă au marcă pentru persoană (prima, a doua, a treia), gen și număr. Se conjugă după două mari paradigme (denumite îndeplinit și neîndeplinit); două diateze (activă și pasivă) și cinci moduri la neîndeplinit: indicativ, imperativ, conjunctiv, jusiv sau apocopat și energic. Are de asemenea doua tipuri de participiu (activ și pasiv) și un nume de acțiune (a nu se confunda cu infinitivul).
Îndeplinitul și neîndeplinitul se referă, în general, la aspectul verbal, dar unii autori consideră că sunt timpuri verbale sau o combinație între timpuri și aspecte verbale. Pentru evitarea polemicilor, din ce în ce mai mulți autori le denumesc "forma cu prefixe" (Fp) și "forma cu sufixe" (Fs).
Îndeplinitul sau forma cu sufixe se construiește folosind sufixe care combină persoana, numărul și genul într-un singur morfem, în vreme ce neîndeplinitul sau forma cu prefixe se construiește folosind o combinație de prefixe (pentru persoană) și sufixe (pentru gen și număr).
Celelalte moduri, fără imperativ, sunt marcate prin sufixe: /u/ pentru indicativ, /a/ pentru conjunctiv, vocala zero pentru apocopat și /an/ pentru modul energic. Imperativul preia terminațiile apocopatului, dar fără prefixe. Pasivul este marcat prin schimbarea vocalelor în interiorul verbului: šariba (a bea) - šuriba (a fost băut).
| Forma | Diateza | Îndeplinit | Neîndeplinit | Imperativ   | Participiu | Nume verbal |          |
| ----- | ------- | ---------- | ------------ | ----------- | ---------- | ----------- | -------- |
| I     | activă  | fa‘ala     | yaf‘ulu      | if‘al       | fā‘il      | fa‘l        |          |
| I     | pasivă  | fu‘ila     | yuf‘alu      | - - -       | maf‘ūl     | - - -       |          |
| II    | activă  | a‘‘ala     | yufa‘‘ilu    | fa‘‘il      | mufa‘‘il   | taf‘īl      |          |
| II    | pasivă  | fu‘‘ila    | yufa‘‘alu    | - - -       | mufa‘‘al   | - - -       |          |
| III   | pasivă  | activă     | fā‘ala       | yufā‘ilu    | fā‘il      | mufā‘il     | mufā‘ala |
| III   | pasivă  | fā‘ila     | yufā‘alu     | - - -       | mufā‘al    | - - -       |          |
| IV    | pasivă  | activă     | ’af‘ala      | yuf‘ilu     | ’af‘il     | muf‘il      | ’if ‘āl  |
| IV    | pasivă  | ’ufi‘la    | yuf‘alu      | - - -       | muf‘al     | - - -       |          |
| V     | pasivă  | activă     | tafa‘‘ala    | yatafa‘‘alu | tafa‘‘al   | mutafa‘‘il  | tafa‘‘ul |
| V     | pasivă  | tufu‘‘ila  | yutafa‘‘alu  | - - -       | mutafa‘‘al | - - -       |          |
| VI    | pasivă  | activă     | tafā‘ala     | yatafā‘alu  | tafā‘al    | mutafā‘il   | tafā‘ul  |
| VI    | pasivă  | tufā‘ila   | yutafā‘alu   | - - -       | mutafā‘al  | - - -       |          |
| VII   | pasivă  | activă     | infa‘ala     | yanfa‘ilu   | infa‘il    | munfa‘il    | infi‘āl  |
| VIII  | activă  | ifta‘ala   | yafta‘ilu    | ifta‘il     | mufta‘il   | ifti‘āl     |          |
| VIII  | pasivă  | uftu‘ila   | yufta‘alu    | - - -       | mufta‘al   | - - -       |          |
| IX    | activă  | if‘alla    | yaf‘allu     | if‘alil     | muf‘all    | if‘ilāl     |          |
| X     | activă  | istaf‘ala  | yastaf‘ilu   | istaf‘il    | mustaf‘il  | istif‘āl    |          |
| X     | pasivă  | ustuf‘ila  | yustaf‘alu   | - - -       | mustaf‘al  | - - -       |          |

### Substantivul
Substantivele din araba literară au
- trei cazuri care corespund 
  - nominativului (terminația u): al-waladu (copilul)
  - acuzativului (terminația a): al-walada (pe copilul)
  - genitivului (care corespunde atât genitivului, cât și acuzativului prepozițional, terminația i): al-waladi (copilului)
- trei numere:
  - singular: rağulun (bărbat)
  - dual: rağulāni (doi bărbați)
  - plural; acesta este indicat: 
    - fie prin terminații (pluralul extern): muhandis-muhandisūna (inginer-ingineri); mudarrisa - mudarrisāt (profesoară-profesoare)",
    - fie prin modificări interne în structura cuvântului (pluralul intern): rağul-riğāl (bărbat-bărbați), walad-'awlãd (copil-copii), ğidār-ğudrān (perete-pereți), bayt-buyūt (casă-case) etc. Gramaticile clasice menționează în jur de 50 de scheme de formare a pluralui intern sau „spart".
- două genuri. Masculinul nu are o desinență specială, în timp ce femininul singular se marchează cu /–at/, care se reduce la /–ah/ sau /–a/ când se pronunță pauzal:
  - masculin: kalb (câine)
  - feminin: kalba (cățea)
- două tipuri de determinare: 
  - cu articolul hotărât al-,
  - cu construcția genitivală de anexiune sau status constructus.

Construcția genitivală se folosește pentru a determina un substantiv printr-o relație genitivală: baytu-l-ğār „casa vecinului" (bayt „casă";ğār „vecin").
Substantivele articulate primesc articolul proclitic /al-/, din care atât /a/ cât și /l/ pot fi asimilate de sunetele din apropiere.
Substantivele nedeterminate sunt marcate în general prin sufixul /–n/, care se numește tanwīn: nominativ: waladun (un copil); acuzativ: waladan (pe un copil); genitiv: waladin (unui copil).

### Adjectivul
Adjectivele în araba literară au marcă pentru caz, număr, gen, așa cum au și substantivele.

### Pronumele
Pronumele în araba literară au marcă pentru persoană, număr și gen. Există două tipuri, și anume, pronumele independente și cele enclitice sau afixe. 
 Pronumele enclitice sunt atașate la sfârșitul verbului, substantivului sau prepozițiilor și exprimă complementele verbale și prepozitionale sau posesia, în cazul substantivelor. 
 Pronumele afix pentru persoana întâi singular are forme enclitice diferite pentru verb: (/-ni), iar pentru prepoziții și substantive(/-y/ după consoane, /-ya/ după vocale). 

|              | Pronume independente | Pronume independente | Pronume independente | Pronume afixe | Pronume afixe | Pronume afixe |        |
| Singular     | Dual                 | Plural               | Singular             | Dual          | Plural        |               |        |
| ------------ | -------------------- | -------------------- | -------------------- | ------------- | ------------- | ------------- | ------ |
| Persoana I   | ’anā                 | - - -                | naHnu                | -nī, -ī, -ya  | - - -         | -nā           |        |
| Persoana II  | masculin             | ’anta                | ’antumā              | ’antum        | -ka           | -kumā         | -kum   |
| Persoana II  | feminin              | ’anti                | ’antumā              | ’antunna      | -ki           | -kumā         | -kunna |
| Persoana III | masculin             | huwa                 | humā                 | hum           | -hu           | -humā         | -hum   |
| Persoana III | feminin              | hiya                 | humā                 | hunna         | -ha           | -humā         | -hunna |

### Acordul
Substantivele, verbele, pronumele și adjectivele se acordă unele cu altele în toate privințele. Totuși, pluralul substantivelor neumane fac acordul cu femininul singular. Mai mult, un verb într-o poziție inițială în cadrul propoziției sau frazei apare întotdeauna la singular, indiferent de numărul gramatical al substantivului cu funcție de subiect. 
 La numeralele care denumesc unitățile, de la trei la zece (atât independente, cât și în combinații) apare acordul polar, ceea ce înseamnă că un numeral cu formă de feminin însoțește un substantiv masculin și invers: sittatu 'awlādin (șașe copii); sittu banātin (șase fete) .

## Varietățidialectalede arabă

Harta varietăților de arabă dialectală

„Araba colocvială” este un termen generic prin care sunt desemnate varietățile dialectele vorbite în întreaga lume arabă. Araba colocvială, așa cum s-a mai spus, diferă destul de mult de araba literară. Principala diviziune dialectală se face între dialectele nord-africane și cele din Orientul Mijlociu, urmată de distincția dintre dialectele sedentare și dialectele nomade, care sunt mult mai conservatoare. Vorbitorii unora dintre aceste dialecte nu se pot înțelege perfect cu vorbitorii unui alt dialect arab; chiar dacă vorbitorii din Orientul Mijlociu se pot înțelege între ei, în general, aceștia întâmpină adesea dificultăți în înțelegerea nord-africanilor (deși vice-versa lucrurile stau mai bine, datorită popularității filmelor și unor mijloace de informare din Orientul Mijlociu – în special din Egipt).
Dialectele vorbite au abandonat distincția cazuală și folosesc forma de dual foarte limitat (se mai folosește doar la substantive, iar întrebuințarea acestei forme nu mai este cerută în toate circumstanțele). De asemenea, aproape toate dialectele au pierdut tanwīn-ul, (marca nedeterminării în limba arabă) și pasivul intern sau vocalic.
Un factor de diferențiere a dialectelor este influența limbilor vorbite înainte în zonă, care au asigurat un numar semnificativ de cuvinte noi, și care au influențat uneori chiar și pronunția sau topica; oricum, un factor mult mai semnificativ pentru majoritatea dialectelor este, așa cum se întâmplă în rândul limbilor romanice, păstrarea (sau schimbarea semnificației) diferitelor forme clasice. Așadar, cuvântul irakian aku, levantinul fīh, și cuvântul nord-african kayen, toate înseamnă “există”, și toate provin din formele arabei clasice (yakūn, fīhi și respectiv kā’in), dar acum ele sună foarte diferit.
Principalele grupări dialectale sunt:
- Araba egipteană: vorbită de aproape 76 de milioane de egipteni, fiind, varietatea înțeleasă poate cel mai mult, datorită popularitații filmelor și emisiunilor de televiziune egiptene.
- Araba magrebită (araba algeriană, marocană, tunisiană și malteză și dialectul libian din vest). Dialectele marocan și algerian sunt vorbite de câte 20 de milioane de oameni.
- Araba levantină (dialectul sirian, libanez și palestinian de vest, iordanian din vest și araba cipriotă maronită).
- Araba mesopotamiană (vorbită în Irak, Anatolia, estul Siriei, Khuzistan) cu diferențe mari între dialectele gilit din sud, și dialectele mult mai conservatoare qeltu, dialectele din zonele nordice.
- Araba din estul Peninsulei Arabe (estul Arabiei Saudite, Irakul de vest, Siria de est, Iordania și regiuni din Oman).
- Araba din Golf sau Khalīji (Bahrein, Provincia Saudită de Est, Kuweit, Emiratele Arabe Unite, Qatar și Oman).

Alte varietăți includ:
- Hassānīya (în Mauritania și Sahara de Est)
- Araba sudaneză (cu un dialect care se prelungește până în Ciad)
- Araba din Hijaz (coasta de vest a Arabiei Saudite, nordul Arabiei Saudite, estul Iordaniei, vestul Irakului).
- Araba din Nejd (regiunea Nejd din centrul Arabiei Saudite).
- Araba din Yemen (din Yemen până în sudul Arabiei Saudite).
- Araba andalusă (Iberia până în sec. XVII).
- Araba siciliană (Sicilia, sudul Italiei până în sec XIV).
- Malteza, care se vorbește în insula mediteraneană Malta, este singura care s-a format ca limbă de sine-stătătoare, cu norme literare independente. Pe lângă fonologie, malteza se aseamănă destul de mult cu varietățile urbane ale arabei tunisiene , deși, pe parcursul istoriei, limba a adoptat numeroase împrumuturi, trăsături fonetice și fonologice, dar și câteva tipare gramaticale din italiană, siciliană și engleză. De asemenea, este singura limbă semitică care se scrie în alfabet latin.

## Limba arabă la universități din București
- Facultatea de Limbi Străine a Universității din București, Secția de limbă arabă .
- Secția de limbă arabă a Universității Creștine „Dimitrie Cantemir”  Arhivat în 11 septembrie 2009, la Wayback Machine.